# 格氏牙花鮨
格氏牙花鮨，為輻鰭魚綱鱸形目鱸亞目鮨科的其中一種，分布於澳洲海域，棲息深度126-130公尺，體長可達9.4公分，為底棲性魚類，屬肉食性，生活習性不明。

## 擴展閱讀
維基物種上的相關：格氏牙花鮨